# 西居尔·斯梅比埃
西居尔·斯梅比埃（挪威語：Sigurd Smebye，1886年3月16日—1954年6月7日），挪威男子竞技体操运动员。他曾代表挪威获得1912年夏季奥运会体操比赛男子团体瑞典式铜牌。他于1954年在奥斯陆去世。